# Cardamine battagliae
Cardamine battagliae là một loài thực vật có hoa trong họ Cải. Loài này được Cesca & Peruzzi mô tả khoa học đầu tiên năm 2002.